# Лисичанський содовий завод
Лисичанський содовий завод (з 1994 року ВАТ «Лисичанська сода», також «Донсода») — колишній великий виробник кальцинованої та харчової соди, синтетичних мийних та пральних засобів в Україні, що існував з 1892 по 2011 роки у місті Лисичанськ, Луганської області, Україна.

## Історія

### Дореволюційний період
У 1880-х роках у Лисичанську бував Мендєлєєв. Ця поїздка корінним чином змінила долю Донбасу, а особливо Лисичанська. Особливий вплив мала протекціоністська політика. Мендєлєєв пише імператору Миколі ІІ у 1897 році, що подібна політика посприяла тому, що у 1886 році виплавлялося приблизно 32 млн пудів чавуну, а у 1896 році — понад 95 пудів. Крім того Мендєлєєв зазначав:
Не менш повчальним прикладом може служити сода. В середині 80-х років до Росії ввозилося близько 2 млн пуд. соди, їдкої і вуглекислої, своєї ж майже не видобувалося. Тепер ці 2 млн пуд. виготовляються на Камі і на Дінці, і якщо іноземне ввезення ще існує, то лише тому, що попит на соду з пожвавленням справ швидко став зростати

Кажучи про виготовлення соди на Донці, Мендєлєєв писав саме про Лисичанськ. У своїй праці «Майбутня сила, що покоїться на берегах Дінця» він зазначав:
Тут всі умови, щоб робити дешеву соду і різні солі і кислоти содових заводів. Тільки їх потрібно викликати, створювати. Багатства Донецького краю звуть туди російських діячів
У 1887 році бельгійський інженер-технолог Ернест Сольве та пермський купець Іван Любімов створили акціонерне товариство «Любімов, Сольве і К°» для виробництва соди у Росії та почали підготовку до будівництва содового заводу у селі Верхнє Бахмутського повіту Катеринославської губернії. Сольве на той момент вже мав два содових заводи у Франції та один на Уралі. При будівництві заводу Сольве застосував нову і передову технологію, на той час, виробництва соди: із застосуванням аміаку.
У селян Верхнєго були викуплені ділянки та на початку 1890-го року почалося будівництво. Директором заводу призначили Сигізмунда Теплиця.(рос.) У кінці квітня 1892 року завод почав давати першу продукцію кальцинованої соди. У листопаді цього ж року був збудований цех з виробництва каустичної соди, яка виготовлялася ферритним способом. У 1898 році виробництво соди було доведено до 200 тон на добу, що становило 70 000 тон кальцинованої соди на рік, що робило його першим у Росії та другим у Європі за виробництвом. Крім того завод випускав хлорне вапно та нашатирний спирт.
Понад три чверті століття завод називався по імені річки, на якій стїть — Донецьким, згодом був перейменований на Лисичанський. На початку XX століття на заводі працювало 900 постійних робітників, у 1916 році — 1 554 робітники.
Для забезпечення заводу паливом, компанія-власник взяла в оренду шахту «Дагмара», а у 1896 році побудувала нову шахту «Костянтин Скальковський». У 1902 році на ній було видобуто 6,8 млн пудів вугілля, а число робітників перевищило 900 чоловік.
Для транспортування вугілля у 1896 році була побудована дротово-канатна дорога. Крім палива по «канатці» доставлялася крейда від кар'єру поблизу села Мілове (Секменівка). Крейдяний кар'єр був відкритий у горі, яка була взята в оренду у верхнянських селян. У порівнянні з доставкою солі доставка крейди і вугілля була відносно дешевою. Сіль доставлялася з виробництва з-під Бахмута. Її везли на підводах до залізничної станції Деконська, а звідти — потягом. Дешевше було робити розсіл. Для цього у 1912 році був збудований розсольний промисел. Він став одним з найбільшим у Європі. Для насосних електродвигунів були побудовані лінії електропередач у 20 000 вольт, довжиною 35 кілометрів. Вона стала першою в Донбасі.
Для вивозу продукції з содового заводу була побудована залізниця. 1895 року Лисичанськ був зв'язаний залізницею з Куп'янськом. Видобуток соди у Лисичанську стимулював побудову у Лисичанську заводу з виробництва скла. Для доставки крейди і вугілля на завод у 1896 році була побудована дротово-канатна дорога від кар'єру поблизу села Мілове (Секменівка) —крейда, та шахти «Костянтин Скальковський» — вугілля.

### Після встановлення радянської влади
Після жовтневого перевороту Лисичанський содовий завод був націоналізований.
1923 року заводу було присвоєно ім'я В. І. Леніна.
У 1942-1943 роках, під час Другої світової війни завод був майже повністю зруйнований.
У липні 1944 року була отримана перша партія кальцинованої соди з часу відновлення заводу після війни.
19 січня 1949 року завод був нагороджений орденом Леніна.
У 1950 році був відновлений цех бікарбонату натрію.

### У часи незалежної Україні
У період 1994-1999 рр. була здійснена приватизація заводу з перетворенням в акціонерне товариство відкритого типу — ВАТ «Лисичанська сода»
З 2005 по 2007 рік підприємством володіла група Приват. У 2007 році завод був проданий Російській содовій компанії підприємців Михайла Гуцерієва та Валерія Закоптєлова..
У квітні 2009 року завод був зупинений на плановий ремонт, підприємство мало відновити дільяльність 15 червня 2009 року, але через борги перед Лисичанською ТЕЦ цього не сталося. Протягом 2009 року були спроби домогтися державної підтримки і відновлення поставок газу на завод.
Останній раз завод виробляв продукцію с 12 листопада по 2 грудня 2009 року, після чого виробничу діяльність було остаточно припинено. Власник заводу звинувачує міську та обласну владу у відмові підтримати компанію. Російські власники також конфліктують з територіальною громадою міста Лисичанськ. Водночас влада звинувачує власників заводу.
25 жовтня 2011 року Господарський суд Луганської області визнав банкрутом (цехи хлорид кальцію і хлорид амонію були зруйновані ще до банкрутства) і відкрив ліквідаційну процедуру ВАТ «Лисичанська сода», підприємство почали розбирати на металобрухт. У 2012 році губернатор Луганської області, Володимир Пристюк, сказав про можливе перетворення потужностей заводу на виробництво цементу (цементний завод).
До 2014 року на місті заводу залишилась тільки Лисичанська ТЕЦ, а до 2020 року всі будівлі і цехи вже ТЕЦ були порізані на металобрухт і на місті заводу вже нічого не залишилось.
У грудні 2013 губернатор Луганської області Володимир Пристюк у прямому ефірі ЛОТ сказав, що ведуться переговори по перетворення Лисичанського содового заводу в цементний завод.

## Екологія
Станом на 22 лютого 2011 року (на той час підприємство вже не працювало) Лисичанський содовий завод входив до десяти об'єктів, які є найбільшими забруднювачами довкілля в Україні.

## Дорадянська архітектура та інфраструктура содового заводу

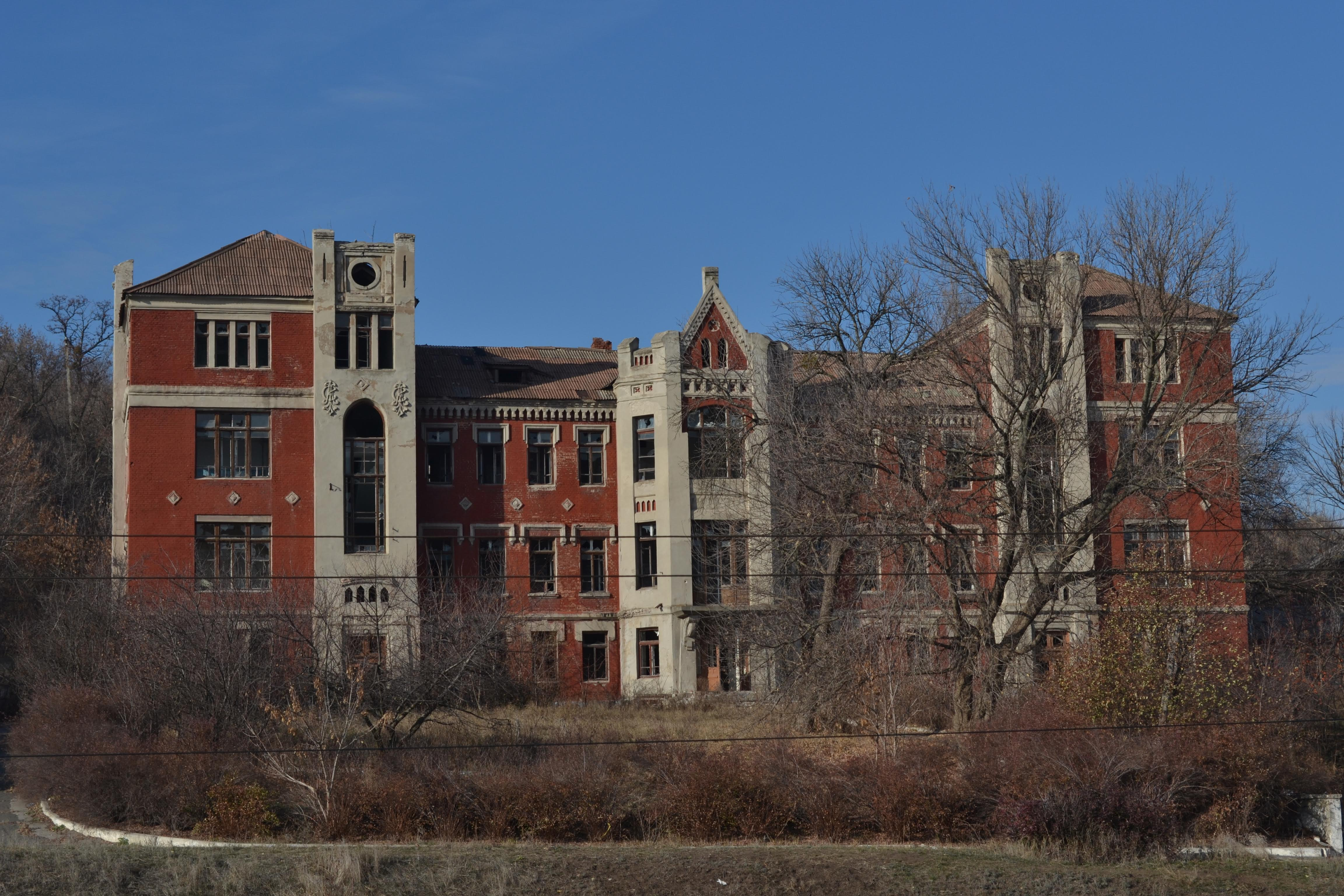
Бельгійська лікарня. 1900—1905 р.

Поблизу заводу було збудовано дві великі лікарні, школа, гуртожиток на 200 чоловіків, будинок керуючого, готель, декілька десятків двоповерхових житлових будинків. Все це збудовано з червоної цегли, скоріш за все, виробництва власного заводу, бо на цій цеглі відсутнє маркування.
Про європейський рівень технології та культури свідчить багато що: 3-поверхова лікарня була обладнана ліфтом. Її дах був вкритий французькою черепицею, а підлога якісною плиткою заводу Берґенгейма. У школі був кінозал. До родовища солі Карфаген, що поблизу Бахмута, був прокладений трубопровід з багатьма насосними станціями підкачки на електродвигунах. По одній трубі качали воду з Дінця до родовища, по іншій у зворотньому напрямку — соляний розчин.

## Галерея
Содовий завод у різні часи

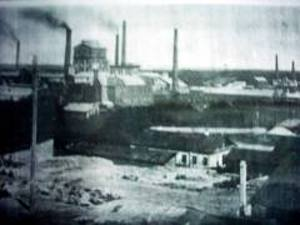
1913 рік
Травень 2011 року
Вигляд з платформи залізничної станції Переїзна у травні 2011 року
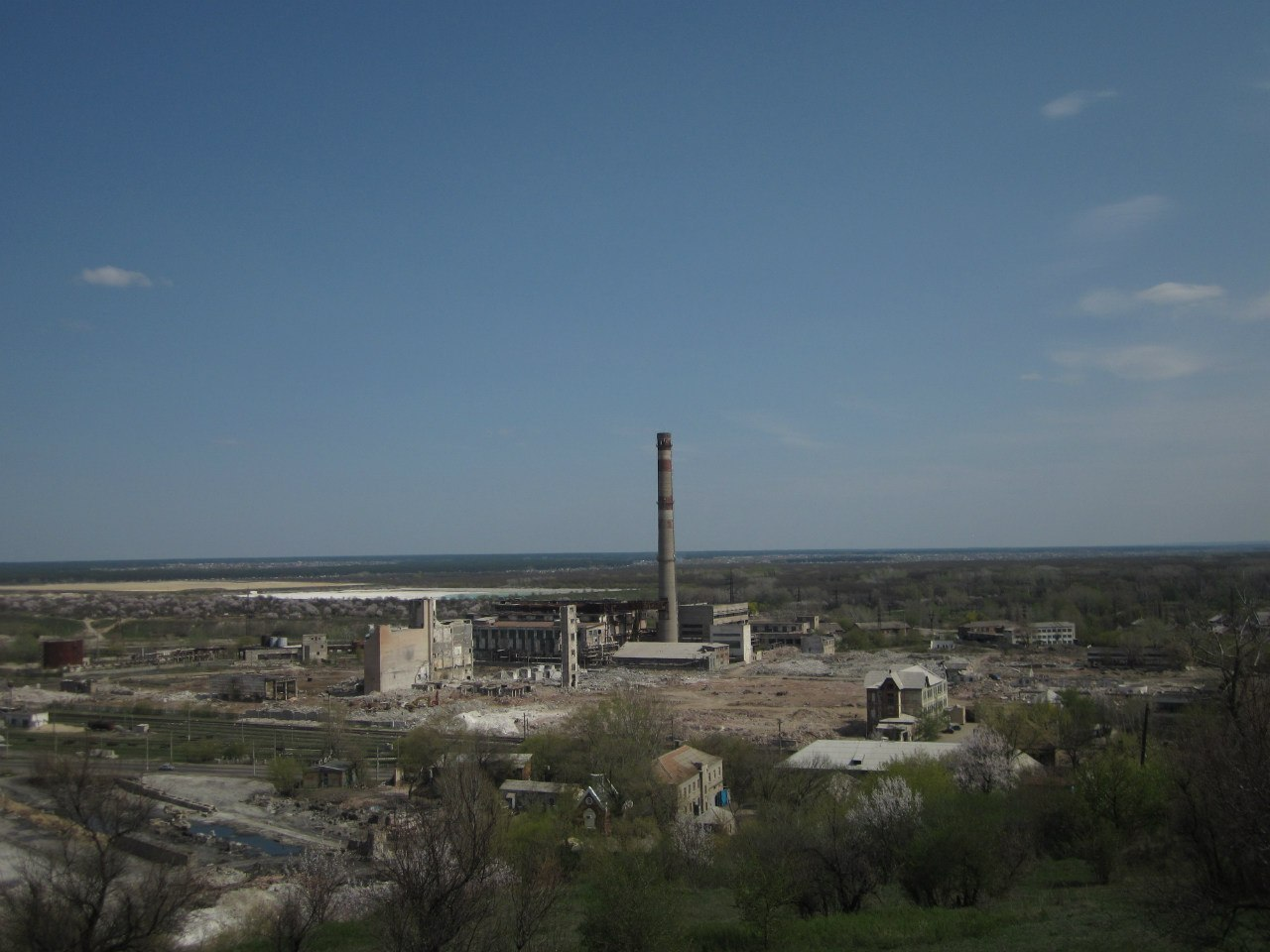
Руїни заводу на початку 2014 року (Лисичанська ТЕЦ ще була не демонтована)
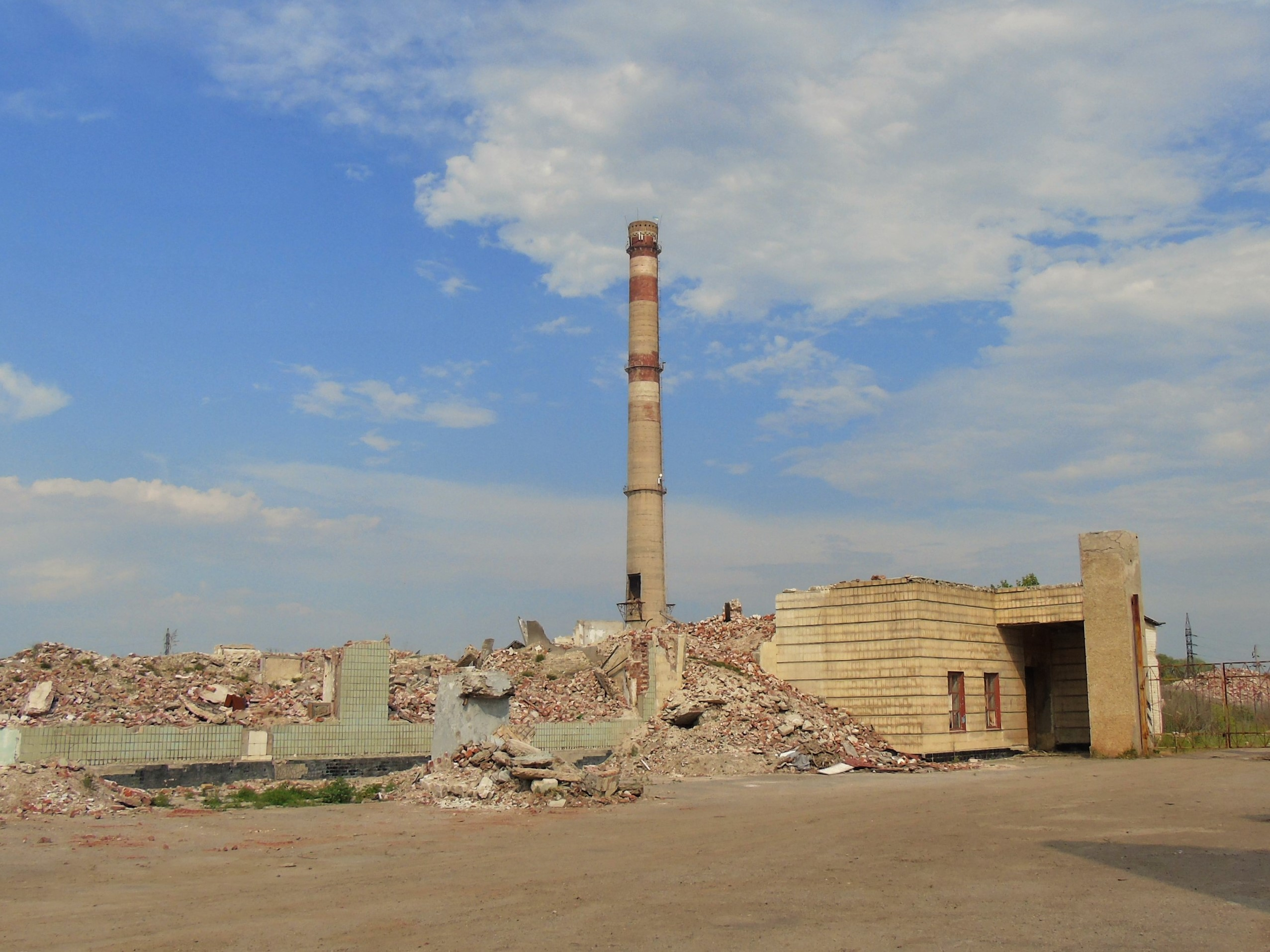
Руїни заводу у червні 2017 року

Експонати музею заводу «Донсода»

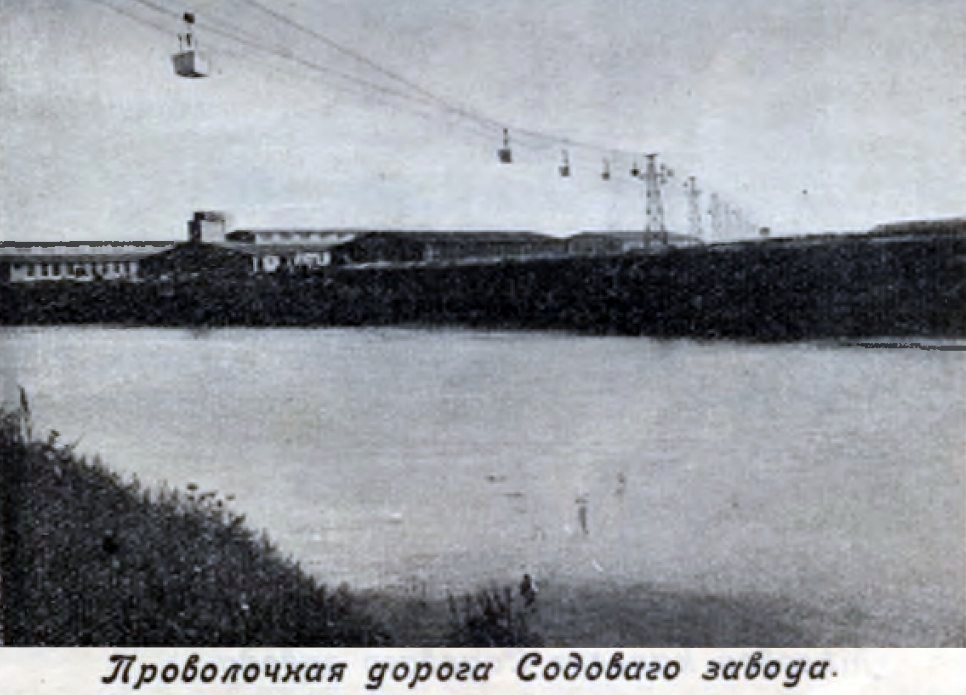
Канатна дорога на шламонакопичувач
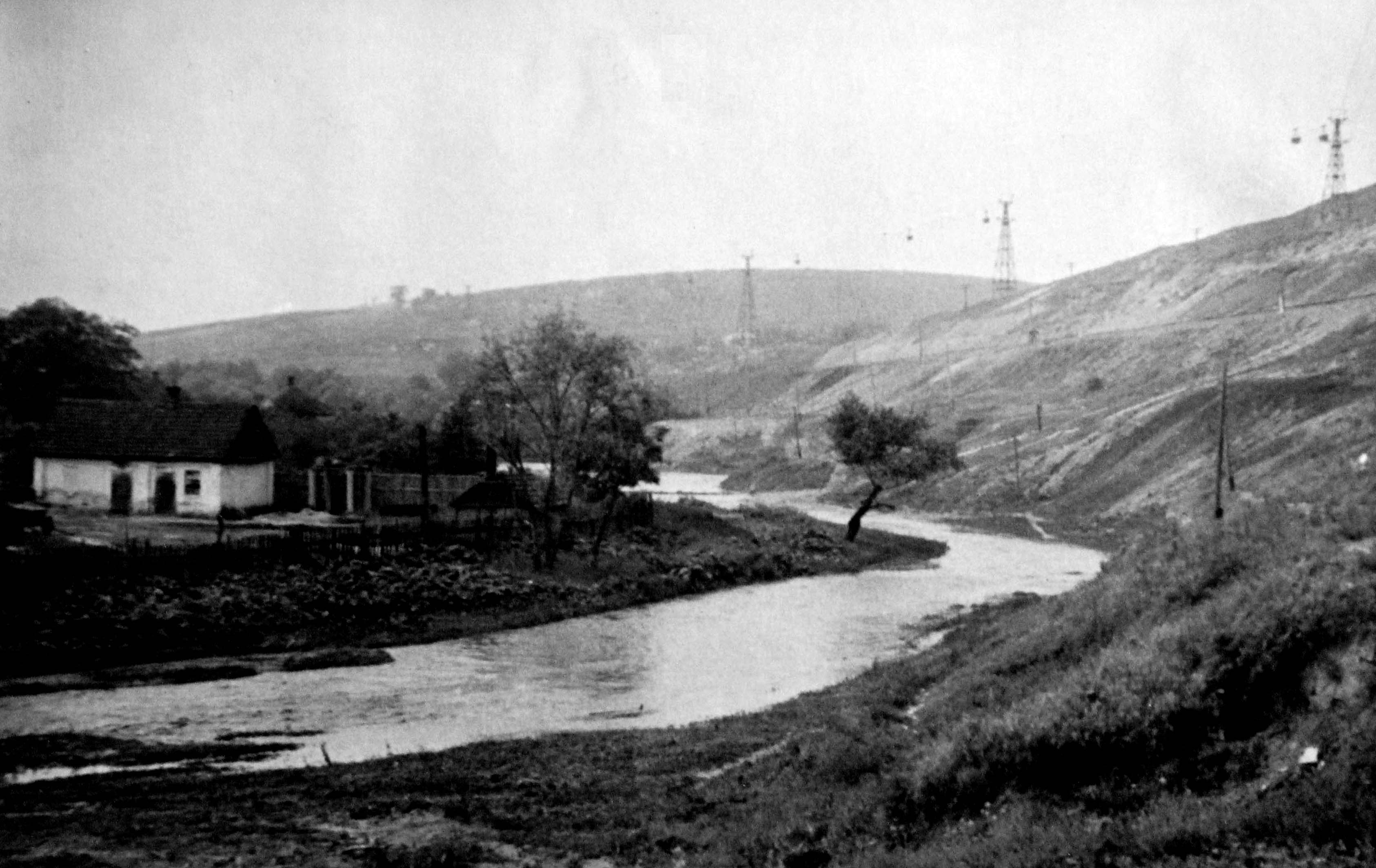
Канатна дорога на Секменівку
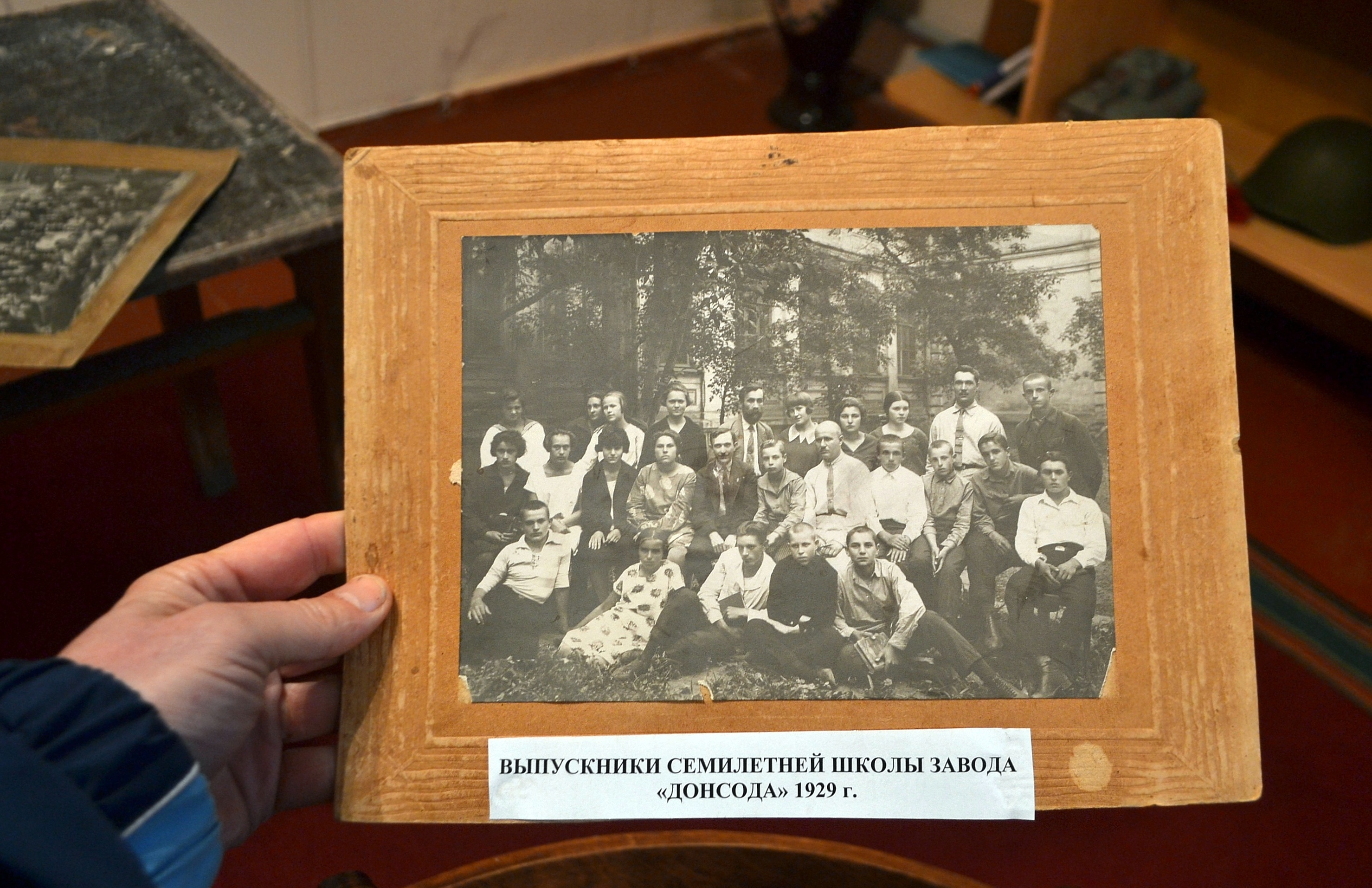
Фото випускників 7-річної школи у 1929 році
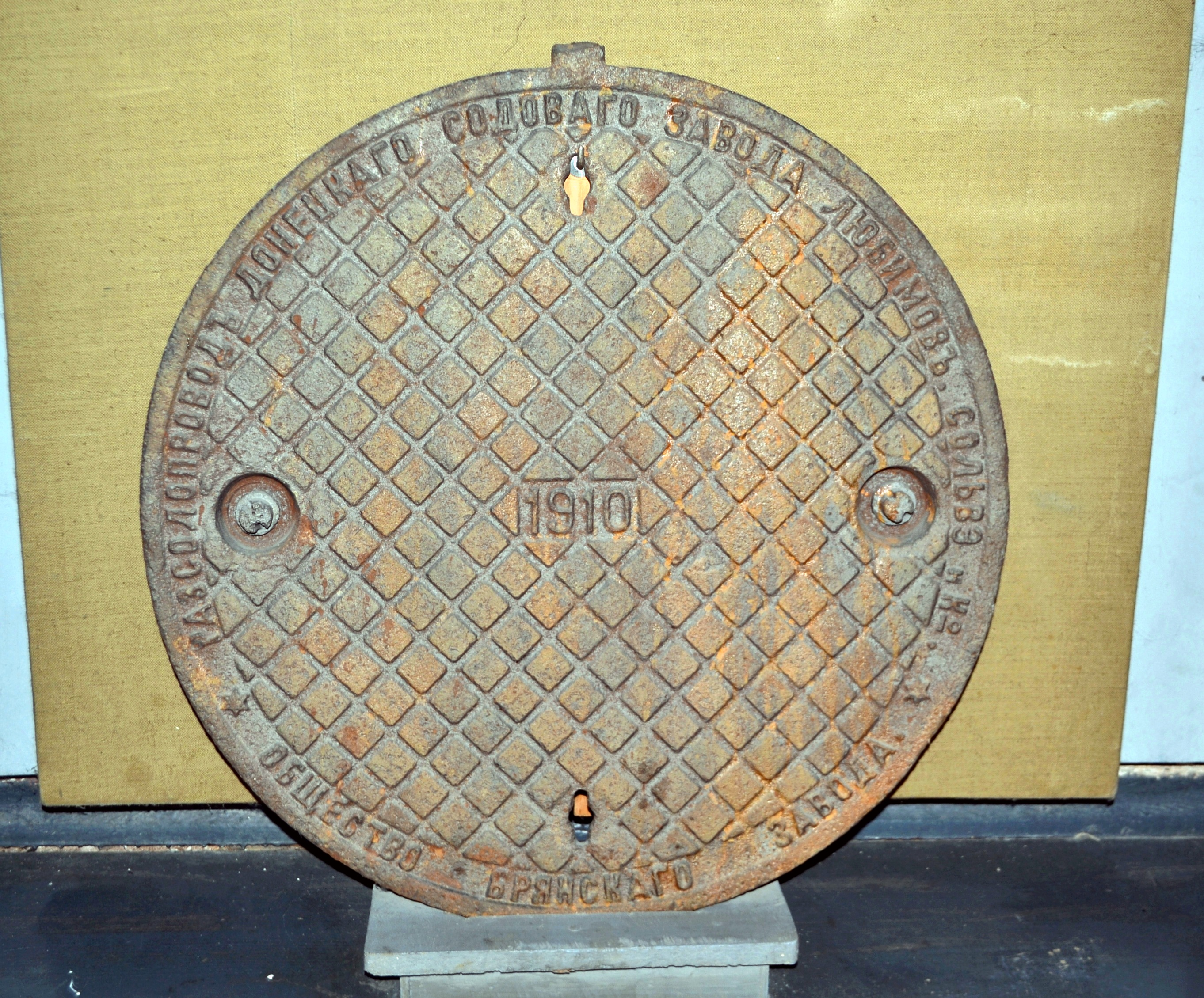
Люк виробництва 1910 року
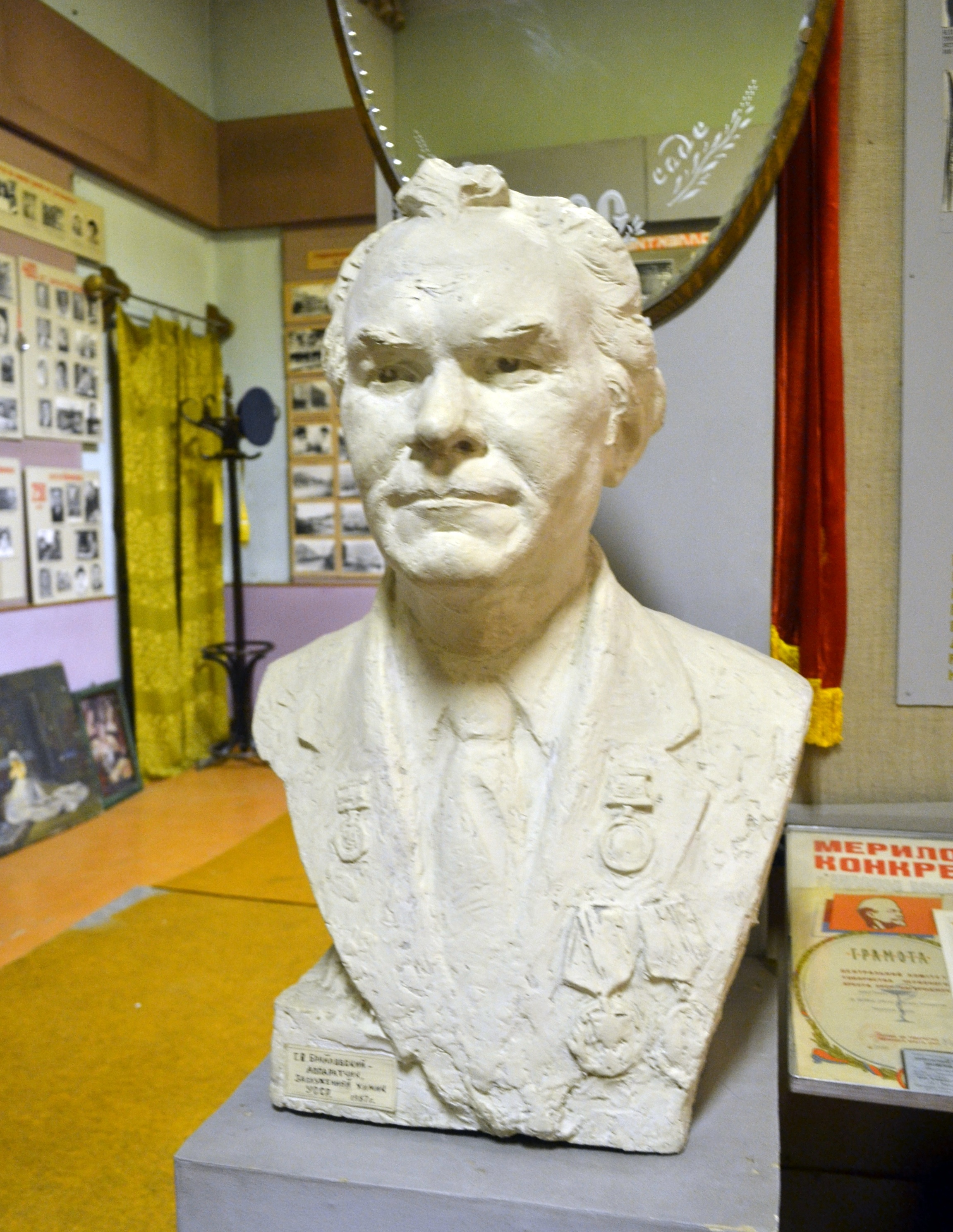
Бюст заслуженного хіміка УРСР
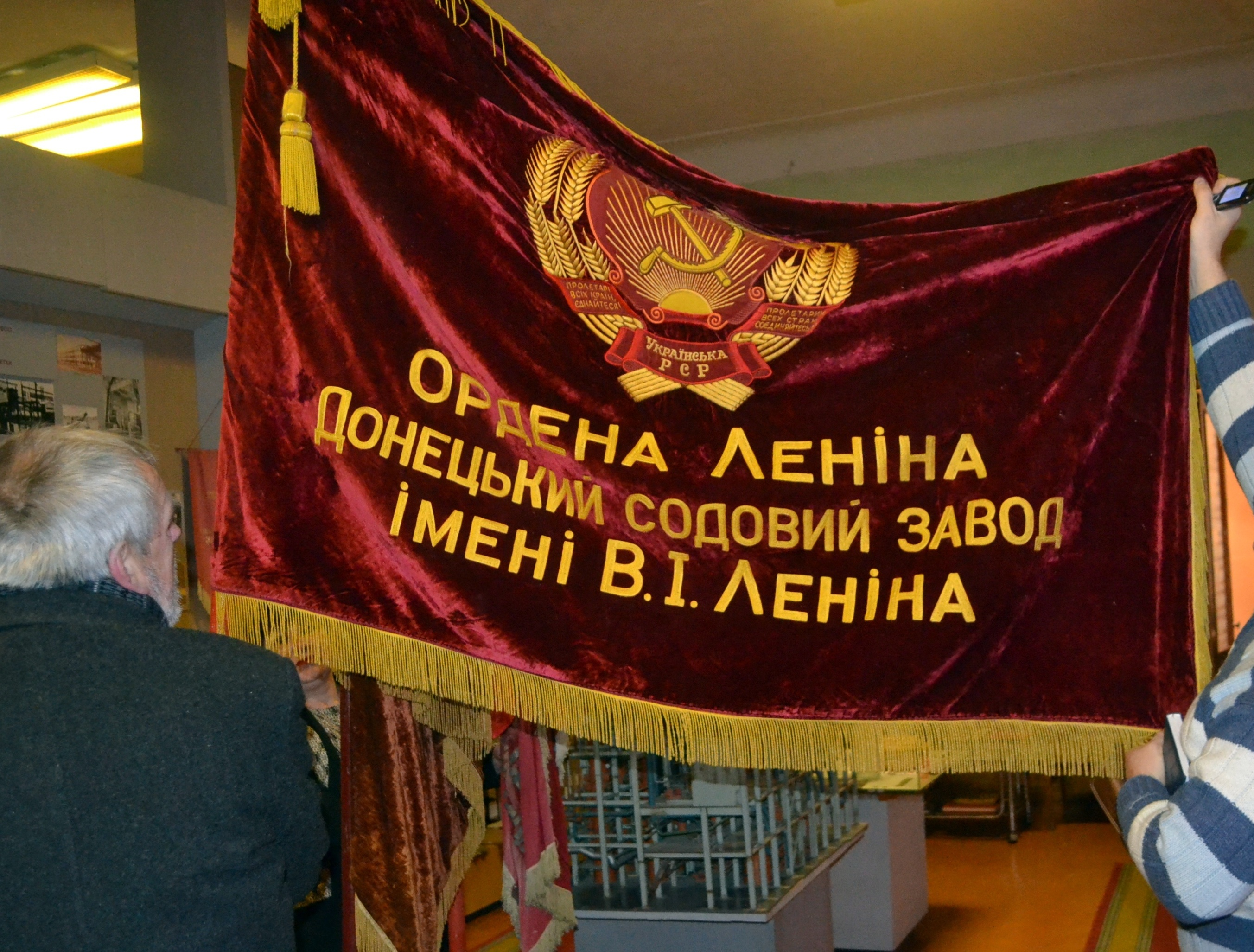
Прапор заводу
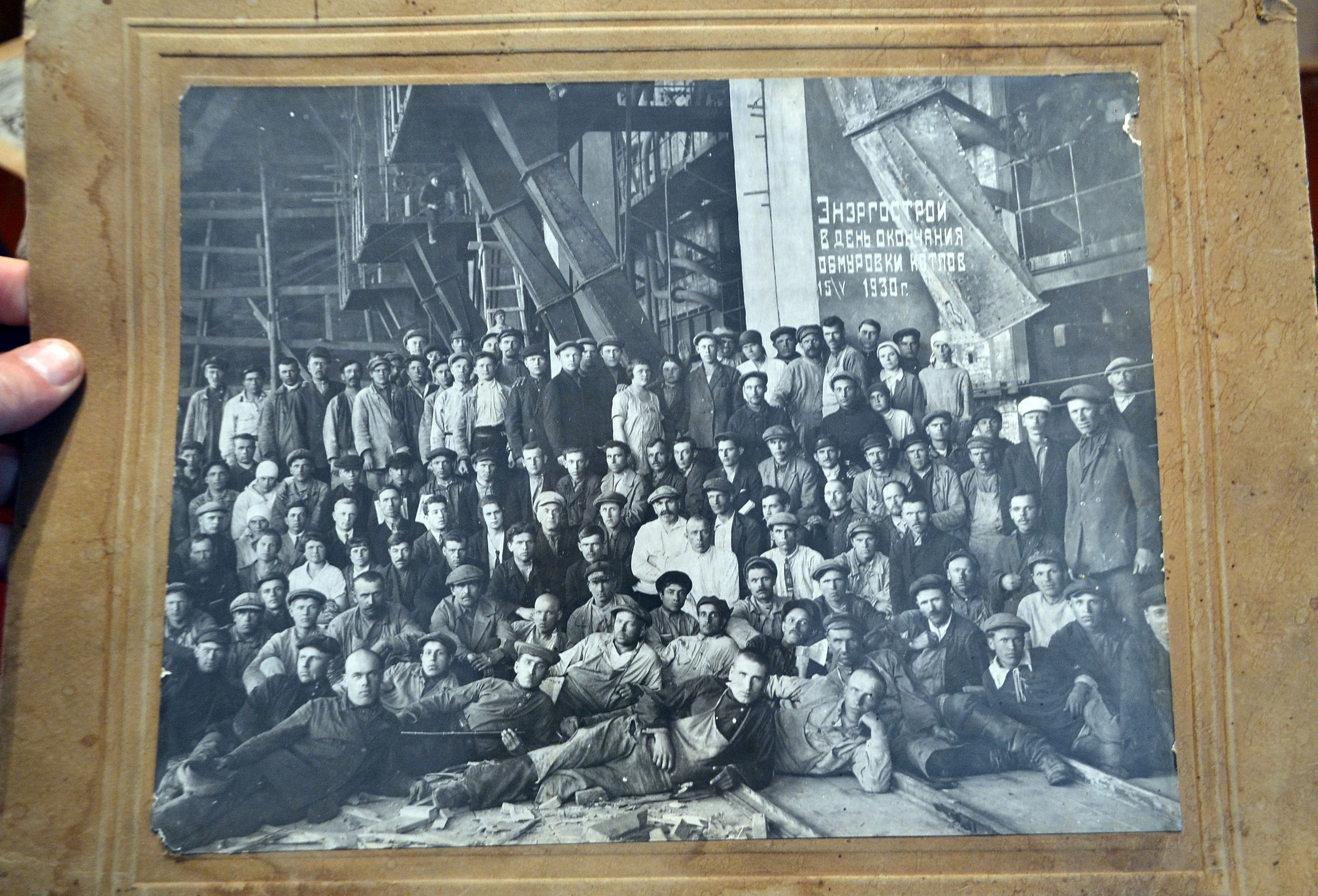
Спільне фото будівельників у 1930 рці
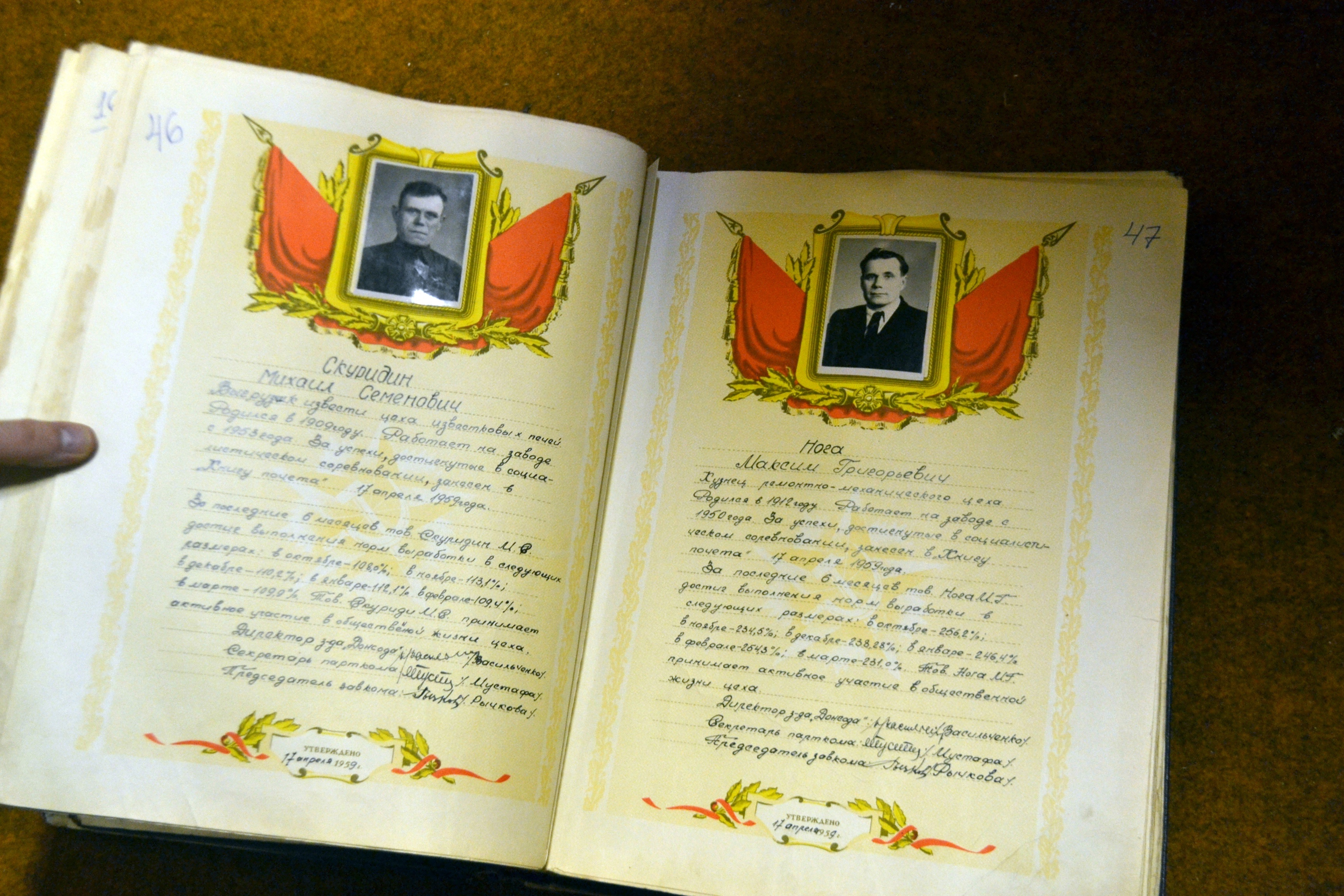
Книга пошани

Бельгійські будинки які були побудовані разом із заводом

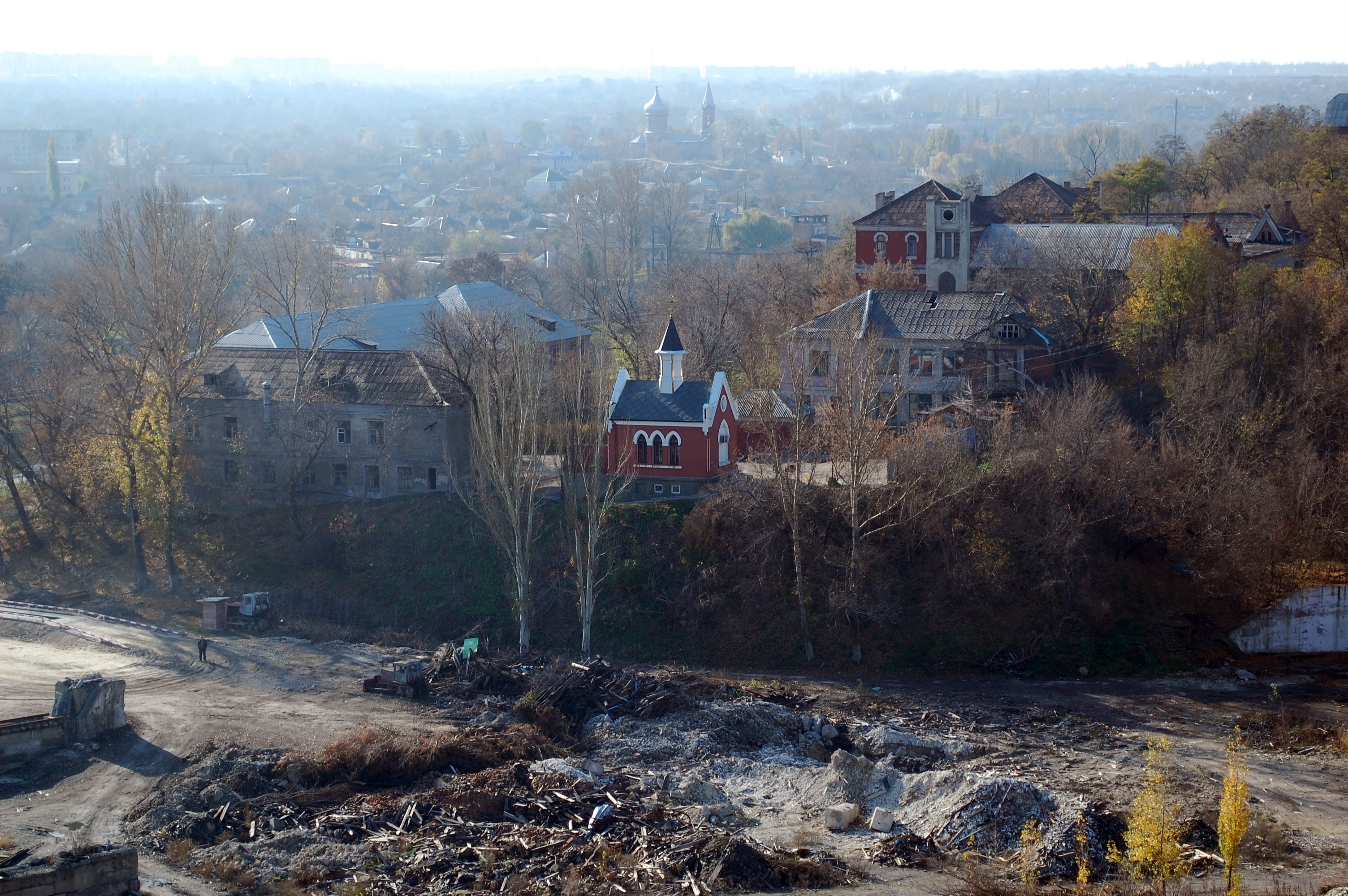
Бельгійскі будинки Лисичанської "Донсоди" у жовтні 2013 року
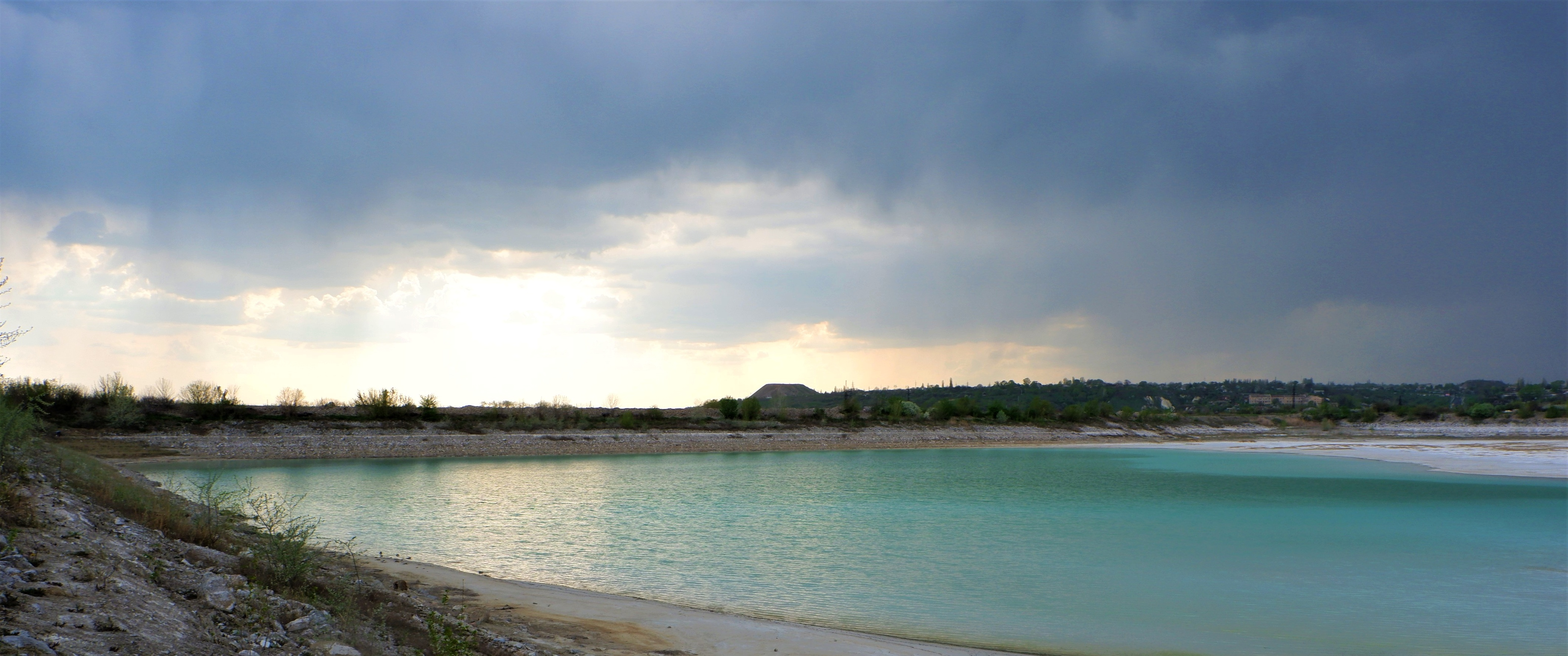
Накопичувач шламовий відходів Донсоди
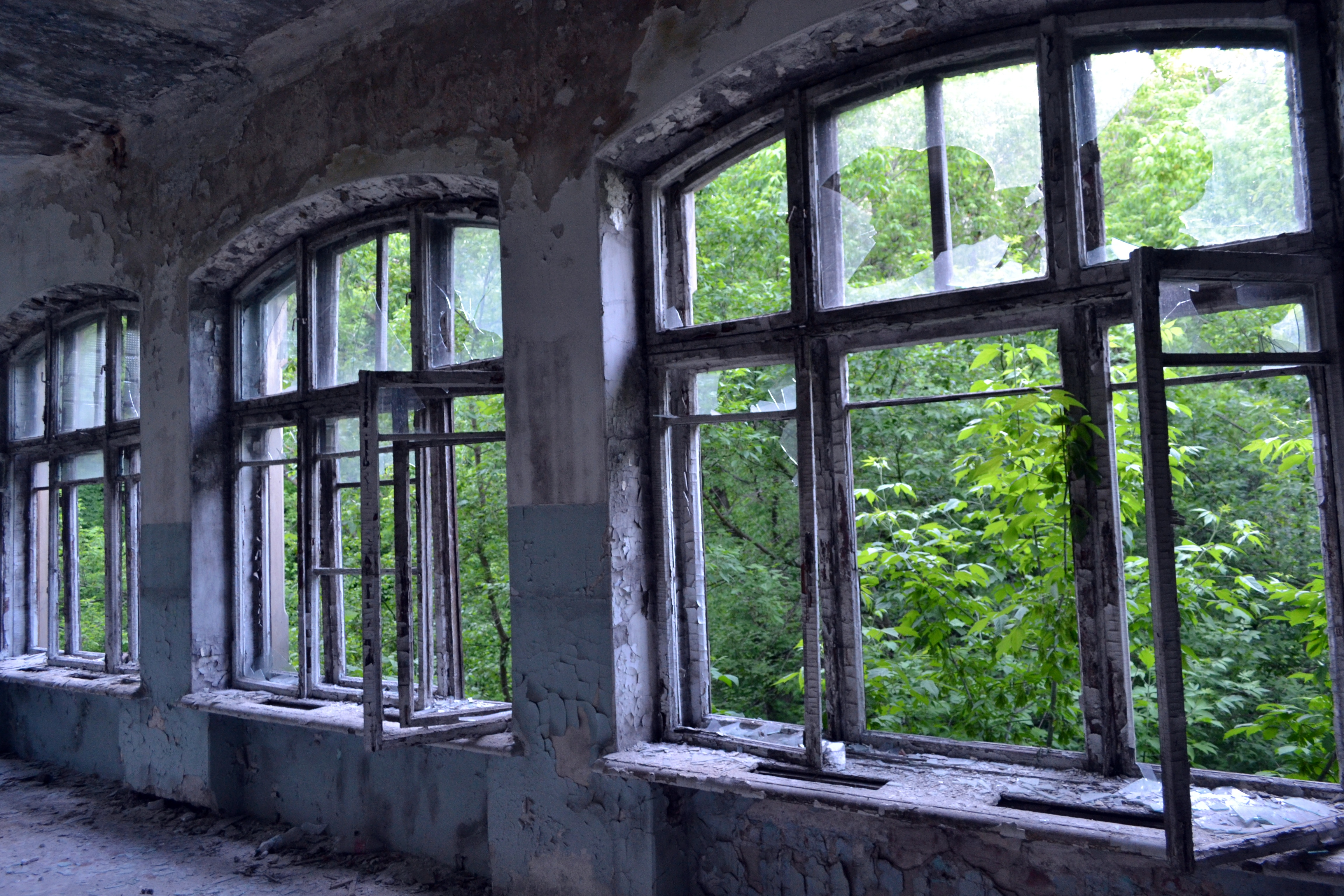
Занедбана лікарня
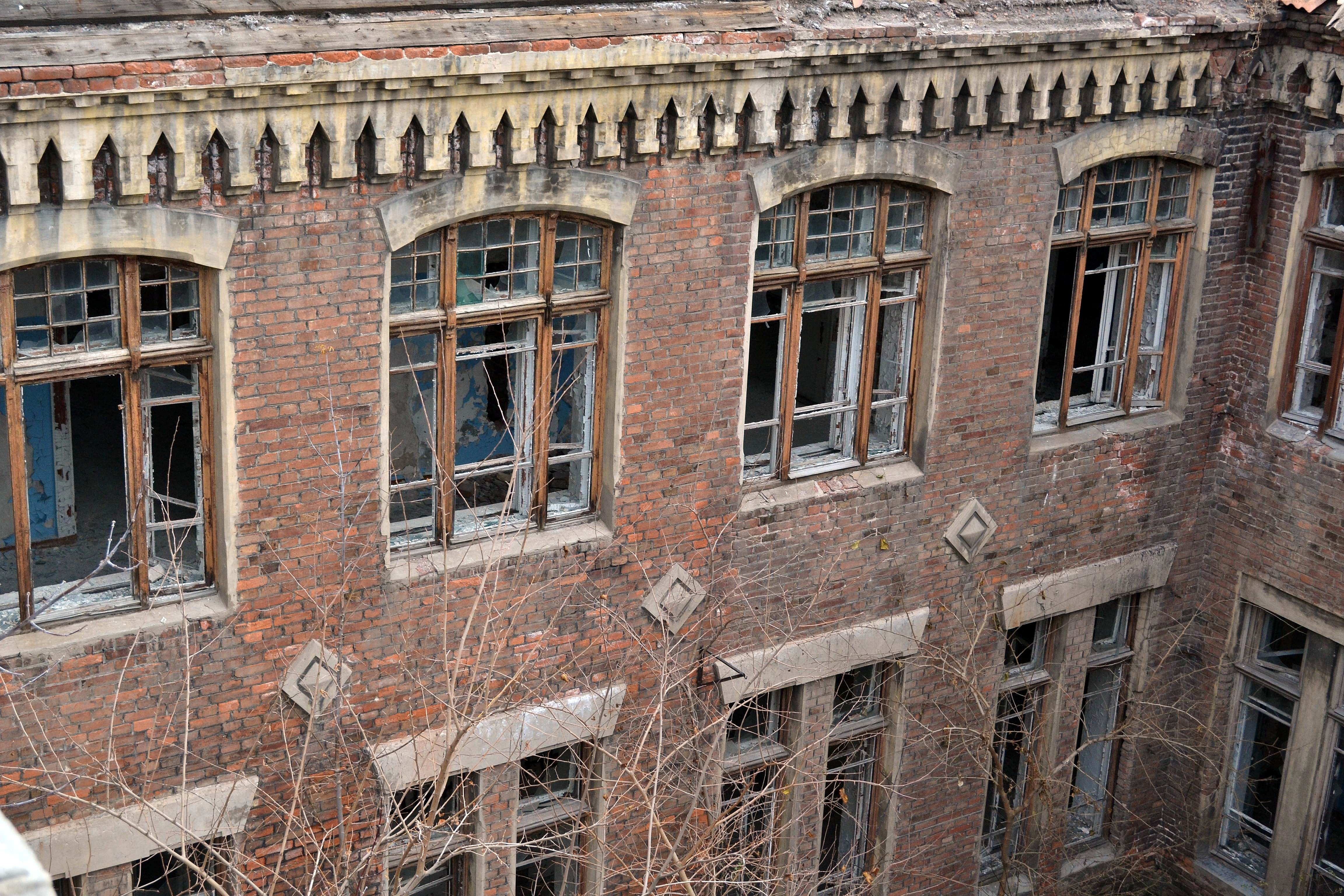
Занедбана лікарня
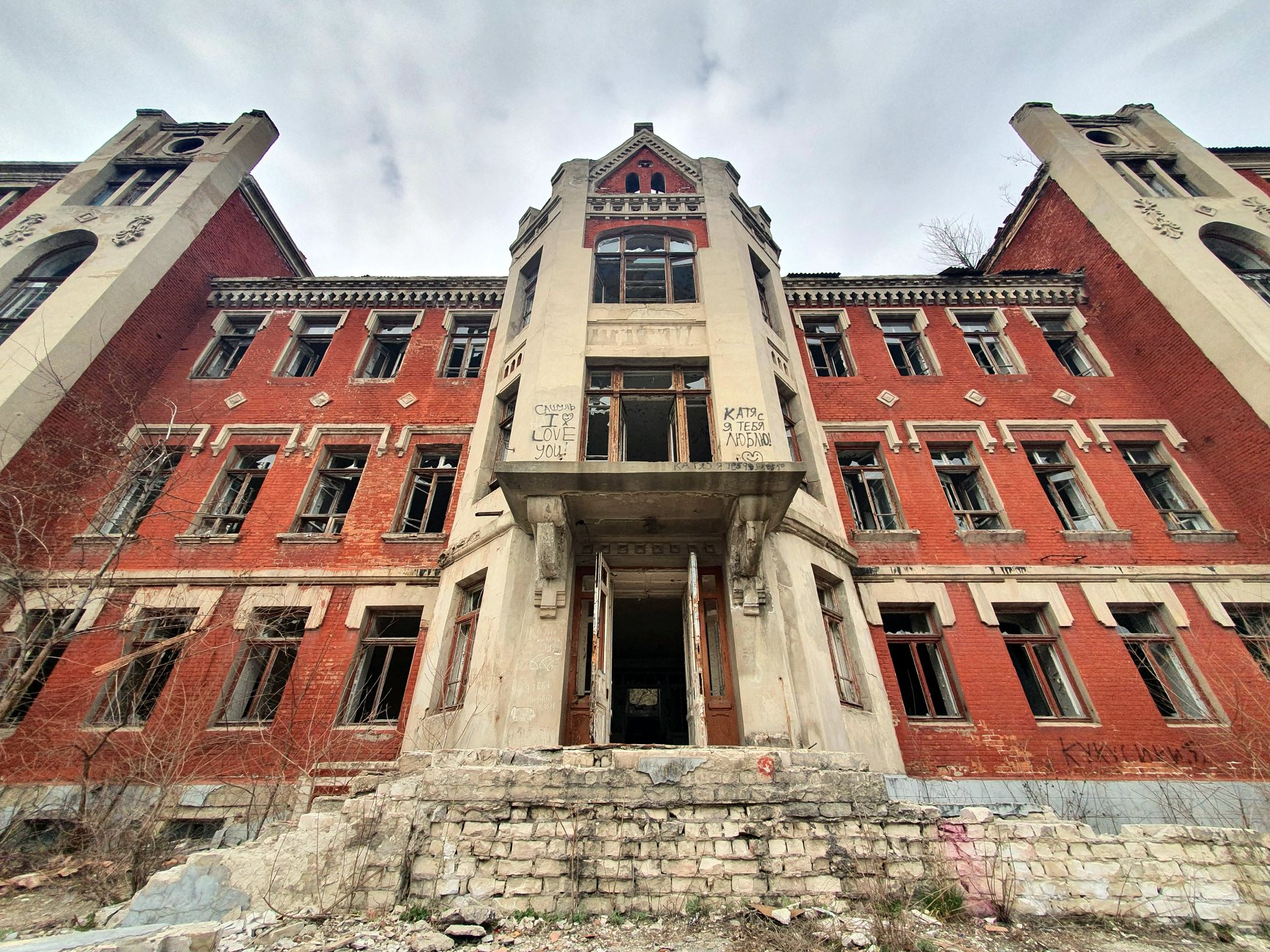
Занедбана лікарня
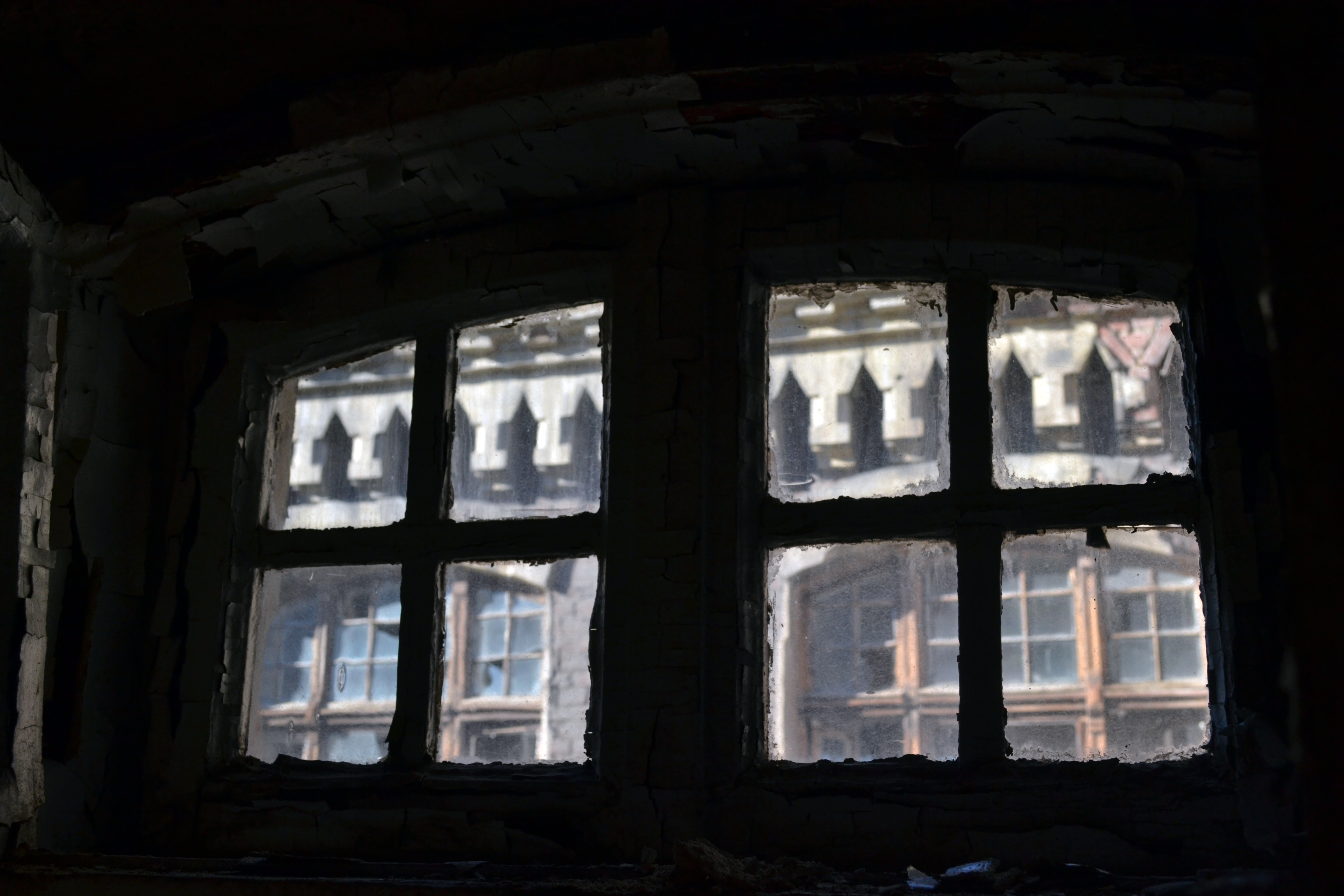
Занедбана лікарня

Пам'ятники

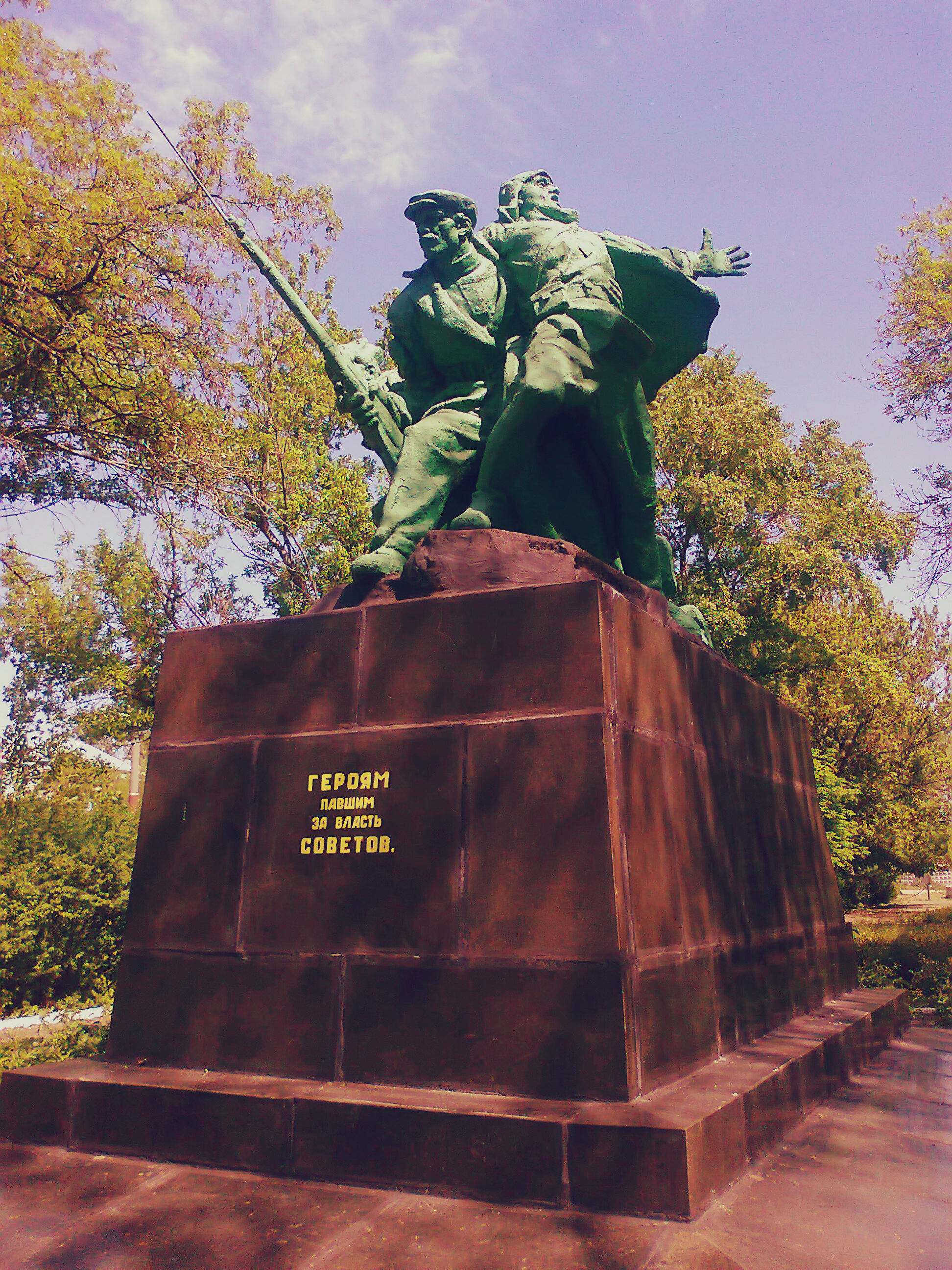
Пам'ятник героям, які загинули за владу рад
Пам'ятник Леніну біля Лисичанського содового заводу
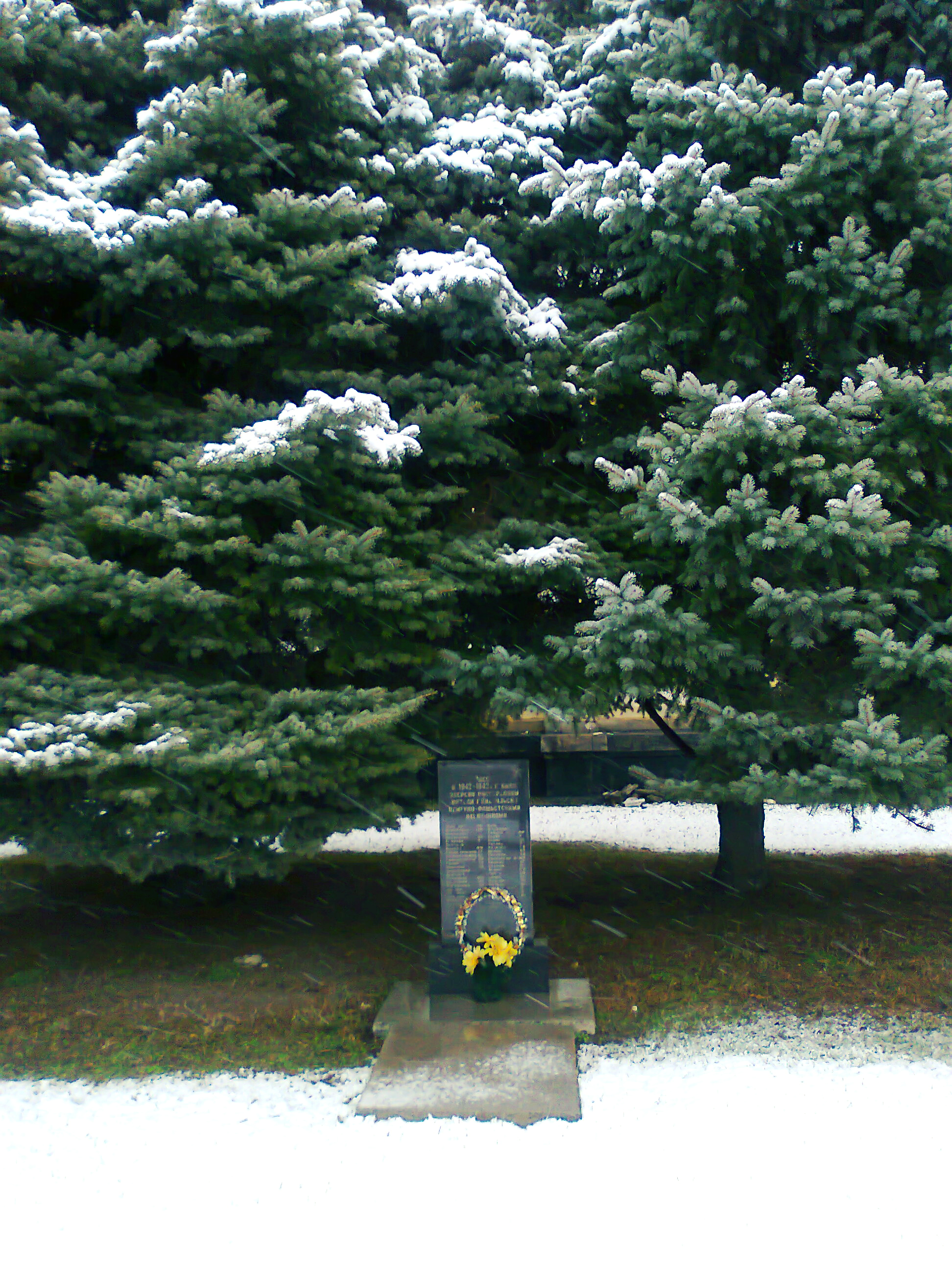
Пам'ятник содовикам, які загинули у роки Другої світової війни
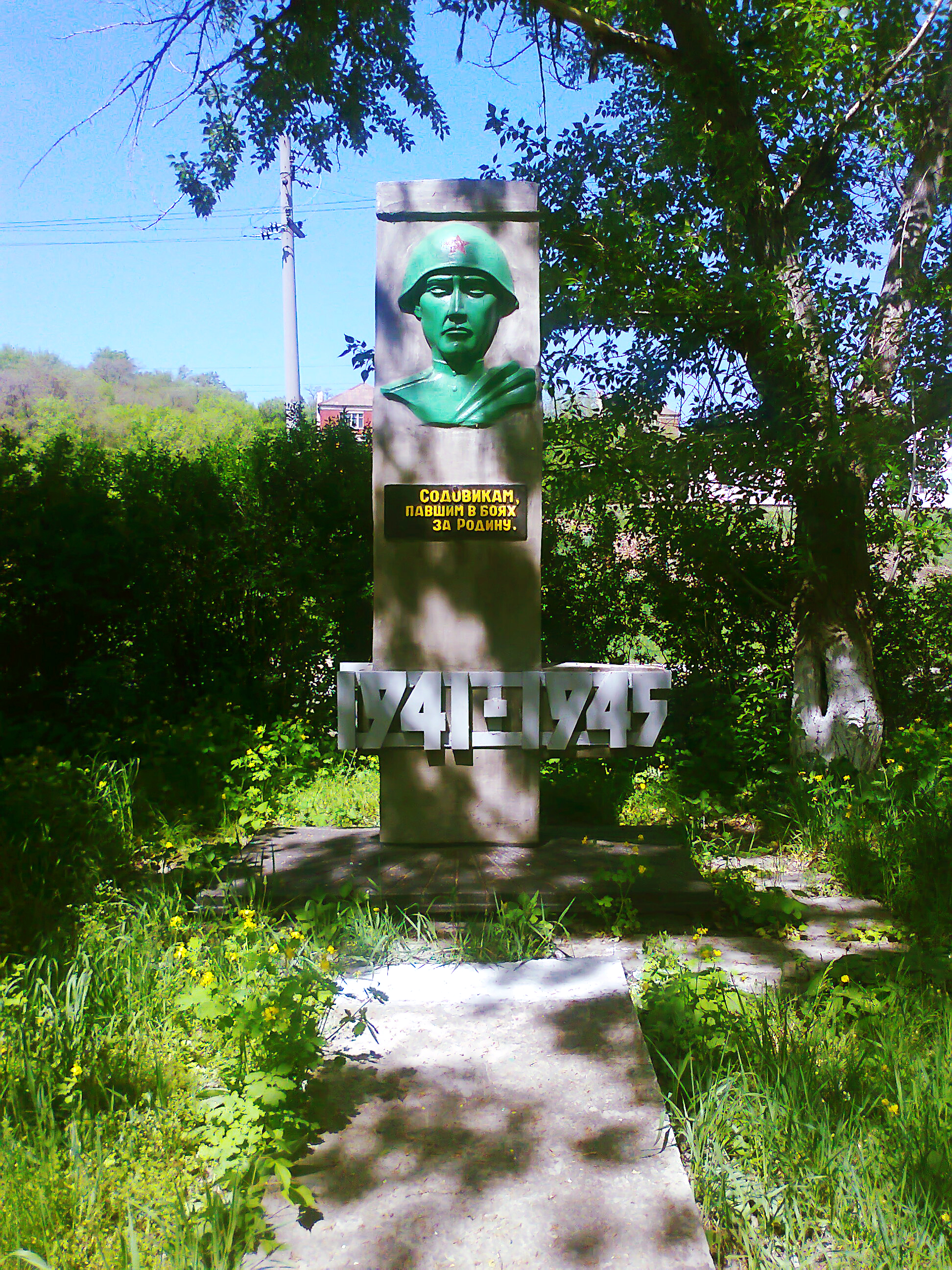
Меморіальний камінь жертвам Другої світової війни біля Лисичанського содового заводу
Меморіальна дошка на будинку Лисичанського содового заводу

Інше

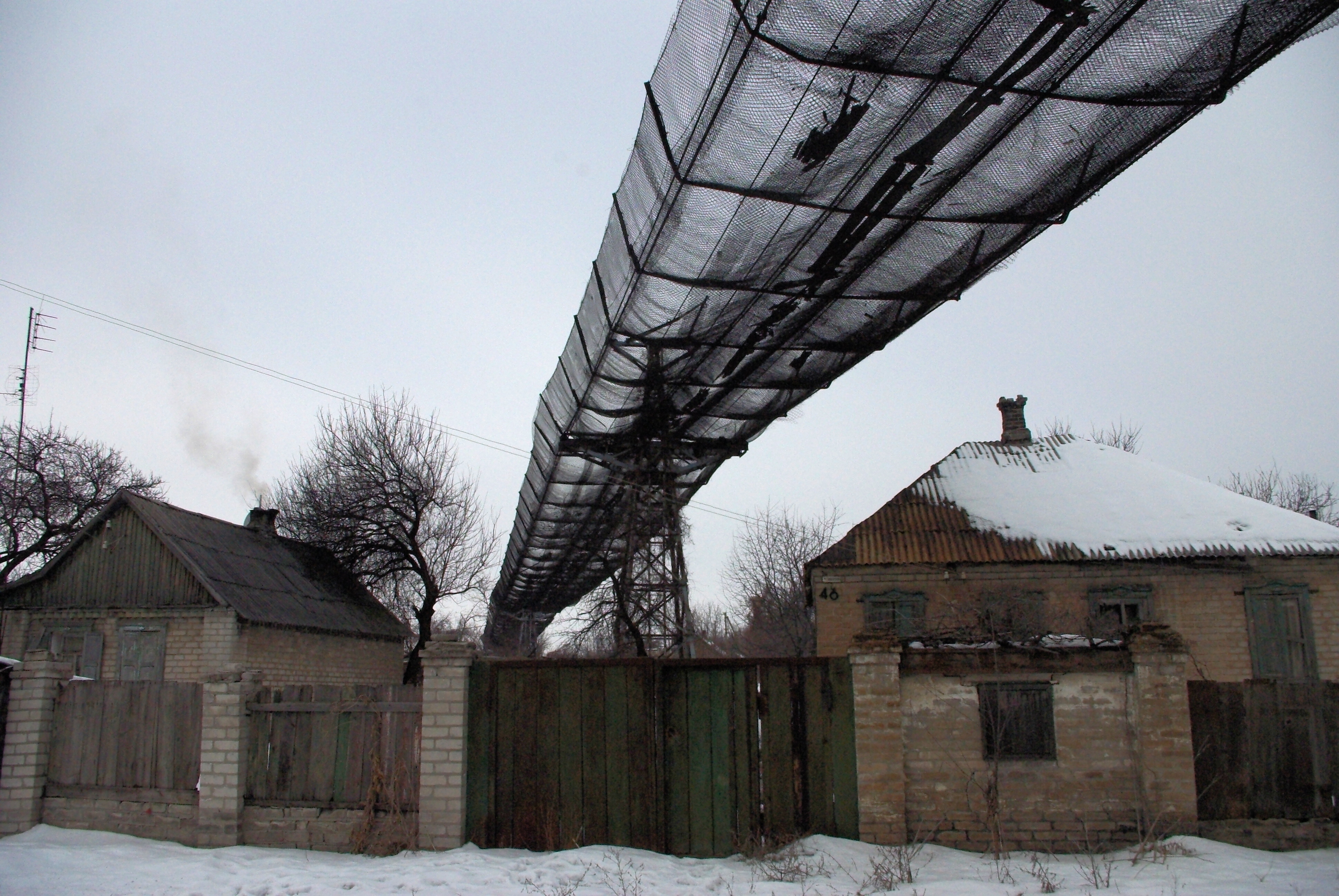
Канатна дорога (порізана на металобрухт у 2012-2013 роках)
Фонтан біля Лисичанського содового заводу